# Adelaide International 2 2023
L'Adelaide International 2 2023 è stato un torneo di tennis giocato all'aperto sul cemento. È stata la 5ª edizione del torneo per gli uomini e la 6ª per le donne, facente parte della categoria WTA 500 nell'ambito del WTA Tour 2023 e della categoria ATP Tour 250 nell'ambito dell'ATP Tour 2023. Entrambi i tornei si sono giocati al Memorial Drive Tennis Centre di Adelaide in Australia, dal 9 al 15 gennaio 2023.
Questa è stata la seconda edizione del torneo prevista per il 2023, la prima si era tenuta sugli stessi campi la settimana precedente.

## Partecipanti ATP

### Singolare

#### Teste di serie
| Nazionalità | Giocatore                   | Ranking* | Testa di serie |
| ----------- | --------------------------- | -------- | -------------- |
|             | Andrej Rublëv               | 8        | 1              |
| Spagna      | Pablo Carreño Busta         | 13       | 2              |
|             | Karen Chačanov              | 20       | 3              |
| Spagna      | Roberto Bautista Agut       | 21       | 4              |
| Regno Unito | Daniel Evans                | 27       | 5              |
| Serbia      | Miomir Kecmanović           | 29       | 6              |
| Spagna      | Alejandro Davidovich Fokina | 31       | 7              |
| Stati Uniti | Tommy Paul                  | 32       | 8              |

* Ranking al 2 gennaio 2023.

#### Altri partecipanti
I seguenti giocatori hanno ricevuto una wildcard per il tabellone principale:
- Thanasi Kokkinakis
- Jason Kubler
- Alexei Popyrin

Il seguente giocatore è entrato in tabellone usando il ranking protetto:
- Kyle Edmund

I seguenti giocatori sono passati dalle qualificazioni:

- Tomás Martín Etcheverry
- Mikael Ymer
- John Millman
- Tomáš Macháč

I seguenti giocatori sono entrati come lucky loser:
- Christopher O'Connell
- Kwon Soon-woo
- Robin Haase

#### Ritiri
Prima del torneo
- Nick Kyrgios → sostituito da  Kyle Edmund
- Lorenzo Musetti → sostituito da  Filip Krajinović
- Sebastian Korda → sostituito da  Christopher O'Connell
- Yoshihito Nishioka → sostituito da  Kwon Soon-woo
- Maxime Cressy → sostituito da  Robin Haase

### Doppio

#### Teste di serie
| Nazione     | Giocatore            | Nazione     | Giocatore              | Rank* | Testa di serie |
| ----------- | -------------------- | ----------- | ---------------------- | ----- | -------------- |
| Paesi Bassi | Wesley Koolhof       | Regno Unito | Neal Skupski           | 2     | 1              |
| El Salvador | Marcelo Arévalo      | Paesi Bassi | Jean-Julien Rojer      | 12    | 2              |
| Croazia     | Ivan Dodig           | Stati Uniti | Austin Krajicek        | 19    | 3              |
| Regno Unito | Lloyd Glasspool      | Finlandia   | Harri Heliövaara       | 23    | 4              |
| India       | Rohan Bopanna        | Australia   | Matthew Ebden          | 45    | 5              |
| Colombia    | Juan Sebastián Cabal | Colombia    | Robert Farah           | 58    | 6              |
| Brasile     | Rafael Matos         | Spagna      | David Vega Hernández   | 58    | 7              |
| Messico     | Santiago González    | Francia     | Édouard Roger-Vasselin | 60    | 8              |

* Ranking al 2 gennaio 2023.

#### Altri partecipanti
Le seguenti coppie di giocatori hanno ricevuto una wildcard per il tabellone principale:
- Jeremy Beale /  Luke Saville
- Blake Ellis /  Andrew Harris

La seguente coppia di giocatori è entrata in tabellone come alternate:
- Tomás Martín Etcheverry /  Diego Hidalgo

#### Ritiri
Prima del torneo
- Maxime Cressy /  Albano Olivetti → sostituiti da  Tomás Martín Etcheverry /  Diego Hidalgo

## Partecipanti WTA

### Singolare

#### Teste di serie
| Nazionalità | Giocatrice           | Ranking* | Testa di serie |
| ----------- | -------------------- | -------- | -------------- |
| Polonia     | Iga Świątek          | 1        | 1              |
| Tunisia     | Ons Jabeur           | 2        | 2              |
| Stati Uniti | Jessica Pegula       | 3        | 3              |
| Francia     | Caroline Garcia      | 4        | 4              |
|             | Dar'ja Kasatkina     | 8        | 5              |
|             | Veronika Kudermetova | 9        | 6              |
| Stati Uniti | Madison Keys         | 11       | 7              |
| Svizzera    | Belinda Bencic       | 12       | 8              |
| Spagna      | Paula Badosa         | 13       | 9              |
| Stati Uniti | Danielle Collins     | 14       | 10             |
| Brasile     | Beatriz Haddad Maia  | 15       | 11             |
| Rep. Ceca   | Petra Kvitová        | 16       | 12             |

* Ranking al 2 gennaio 2023.

#### Altre partecipanti
Le seguenti giocatrici hanno ricevuto una wildcard per il tabellone principale:
- Viktoryja Azaranka
- Jaimee Fourlis
- Storm Hunter
- Garbiñe Muguruza

La seguente giocatrice è entrata in tabellone usando il ranking protetto:
- Anastasija Pavljučenkova

La seguente giocatrice è entrata in tabellone lo special exempt:
- Irina-Camelia Begu

Le seguenti giocatrici sono passate dalle qualificazioni:

- Sorana Cîrstea
- Anna Kalinskaja
- Karolína Plíšková
- Kateřina Siniaková
- Jil Teichmann
- Zheng Qinwen

Le seguenti giocatrici sono state ripescate in tabellone come lucky losers:
- Amanda Anisimova
- Kaia Kanepi
- Anastasija Potapova
- Alison Riske-Amritraj
- Shelby Rogers

#### Ritiri
Prima del torneo
- Irina-Camelia Begu → sostituita da  Kaia Kanepi
- Ons Jabeur → sostituita da  Shelby Rogers
- Madison Keys → sostituita da  Alison Riske-Amritraj
- Jessica Pegula → sostituita da  Amanda Anisimova
- Iga Świątek → sostituita da  Anastasija Potapova

### Doppio

#### Teste di serie
| Nazione     | Giocatore          | Nazione     | Giocatore          | Rank* | Testa di serie |
| ----------- | ------------------ | ----------- | ------------------ | ----- | -------------- |
| Australia   | Storm Hunter       | Rep. Ceca   | Barbora Krejčíková | 13    | 1              |
| Canada      | Gabriela Dabrowski | Messico     | Giuliana Olmos     | 15    | 2              |
| Ucraina     | Ljudmyla Kičenok   | Lettonia    | Jeļena Ostapenko   | 23    | 3              |
| Stati Uniti | Desirae Krawczyk   | Paesi Bassi | Demi Schuurs       | 34    | 4              |

* Ranking al 2 gennaio 2023.

#### Altre partecipanti
- Alana Parnaby /  Olivia Tjandramulia

#### Ritiri
Prima del torneo
- Caty McNally /  Luisa Stefani → sostituite da  Luisa Stefani /  Taylor Townsend

## Punti
| Evento              | V   | F   | SF  | QF  | 2T | 1T   | Q    | Q2   | Q1   |
| Singolare maschile  | 250 | 150 | 90  | 45  | 20 | 0    | 12   | 6    | 0    |
| Doppio maschile*    | 250 | 150 | 90  | 45  | 20 | 0    | N.D. | N.D. | N.D. |
| Singolare femminile | 470 | 305 | 185 | 100 | 55 | 1    | 25   | 13   | 1    |
| Doppio femminile*   | 470 | 305 | 185 | 100 | 1  | N.D. | N.D. | N.D. | N.D. |

*per team

## Campioni

### Singolare maschile
Kwon Soon-woo ha sconfitto in finale  Roberto Bautista Agut con il punteggio di 6-4, 4-6, 7-6(4).
• È il secondo titolo in carriera per Kwon, il primo in stagione.

### Singolare femminile
Belinda Bencic ha sconfitto in finale  Dar'ja Kasatkina con il punteggio di 6-0, 6-2.
• È il nono titolo in carriera per Bencic, il primo in stagione.

### Doppio maschile
Marcelo Arévalo /  Jean-Julien Rojer hanno sconfitto in finale  Ivan Dodig /  Austin Krajicek per walkover.

### Doppio femminile
Luisa Stefani /  Taylor Townsend hanno sconfitto in finale  Anastasija Pavljučenkova /  Elena Rybakina con il punteggio di 7-5, 7-6(3).